# فضاء دي سيتر المضاد
فضاء دي سيتر المضاد (بالإنجليزية: Anti-de Sitter space (ADS))، في الرياضيات والفيزياء، فضاء دي سيتر المضاد هو متماثل الحد الأقصى لمشعب لورينتزيان مع انحناء سلبي ثابت. تم تسمية فضاء دي سيتر المضاد وفضاء دي سيتر على اسم ويليم دي سيتر (1872-1934)، أستاذ علم الفلك في جامعة ليدن ومدير مرصد لايدن. حيث عمل ويليم دي سيتر وألبرت أينشتاين معًا بشكل وثيق في لايدن في عشرينيات القرن الماضي على بنية الزمكان في الكون.
تكون متشعبات الانحناء الثابت أكثر شيوعًا في حالة البعدين، حيث يكون سطح الكرة سطحًا لانحناء إيجابي ثابت، والمستوى المسطح (الإقليدي) هو سطح انحناء صفري ثابت، والمستوى الزائدي هو سطح من انحناء سلبي ثابت.
تضع نظرية النسبية العامة لأينشتاين المكان والزمان على قدم المساواة، بحيث يأخذ المرء في الاعتبار هندسة الزمكان الموحد بدلاً من النظر في المكان والزمان بشكل منفصل. حالات الزمكان للانحناء المستمر هي مساحة دي سيتر (موجبة)، وفضاء مينكوفسكي (صفر)، وفضاء مضاد دي سيتر (سلبي). على هذا النحو، فهي حلول دقيقة لمعادلات أينشتاين الميدانية لكون فارغ مع ثابت كوني موجب أو صفر أو سلبي، على التوالي.
مساحة دي سيتر المضاد تعمم على أي عدد من أبعاد الفضاء. في الأبعاد الأعلى، تشتهر بدورها في مراسلات تماثل مكان دي سيتر المضاد ونظرية الحقل الامتثالي (دي سيتر المضاد / CFT)، مما يشير إلى أنه من الممكن وصف قوة في ميكانيكا الكم (مثل الكهرومغناطيسية، القوة الضعيفة أو القوة القوية) في عدد معين من الأبعاد (على سبيل المثال أربعة) مع نظرية الأوتار حيث توجد السلاسل في مساحة مضادة للجلسة، مع بُعد إضافي واحد (غير مضغوط).

## تفسير غير تقني
يحدد هذا التفسير غير الفني أولاً المصطلحات المستخدمة في المادة التمهيدية لهذا الإدخال. ثم تحدد بإيجاز الفكرة الأساسية للزمكان الشبيه بالنسبية العامة. ثم يناقش كيف يصف الفضاء دي سيتر متغيرًا مميزًا للزمكان العادي للنسبية العامة (يسمى فضاء مينكوفسكي) المرتبط بالثابت الكوني، وكيف يختلف الفضاء المضاد دي سيتر عن فضاء دي سيتر. ويوضح أيضًا أن فضاء مينكوفسكي، وفضاء دي سيتر، وفضاء مضاد دي سيتر، كما هو مطبق على النسبية العامة، يمكن اعتباره جزءًا لا يتجزأ من زمكان مسطح خماسي الأبعاد. أخيرًا، يقدم بعض التحذيرات التي تصف بعبارات عامة كيف فشل هذا التفسير غير التقني في التقاط التفاصيل الكاملة للمفهوم الرياضي.

### ترجمة المصطلحات الفنية
متشعب لورنتزيان المتماثل إلى أقصى حد هو زمكان لا يمكن فيه التمييز بين أي نقطة في المكان والزمان بأي شكل من الأشكال، و (كونه لورنتزيان) الطريقة الوحيدة التي يمكن أن يكون فيها الاتجاه (أو المماس لمسار عند نقطة الزمكان) المميز هو ما إذا كان شبيهًا بالفضاء أو خفيفًا أو شبيهًا بالوقت. مساحة النسبية الخاصة (فضاء مينكوفسكي) مثال على ذلك:
الانحناء القياسي الثابت يعني انحناء الزمكان الذي يشبه الجاذبية النسبية العامة الذي له انحناء موصوف برقم واحد هو نفسه في كل مكان في الزمكان في غياب المادة أو الطاقة.
الانحناء السلبي يعني الانحناء الزائدي، مثل سطح السرج أو سطح غابرييل هورن، على غرار جرس البوق. يمكن وصفه بأنه «عكس» سطح الكرة التي لها انحناء موجب.

### الزمكان في النسبية العامة
النسبية العامة هي نظرية عن طبيعة الزمان والمكان والجاذبية حيث الجاذبية هي انحناء للمكان والزمان ناتج عن وجود المادة أو الطاقة. الطاقة والكتلة متساويان (كما هو معبر عنه في المعادلة E. = م 2). يمكن تحويل قيم المكان والزمان إلى وحدات زمنية أو مكانية بضرب أو قسمة القيمة على سرعة الضوء (على سبيل المثال، ثانية مضروبة في المتر في الثانية تساوي مترًا).
يتضمن التشبيه الشائع الطريقة التي يؤثر بها الغطس في ورقة مسطحة من المطاط، بسبب وجود جسم ثقيل عليها، على المسار الذي تسلكه الأجسام الصغيرة التي تتدحرج في مكان قريب، مما يؤدي إلى انحرافها إلى الداخل عن المسار الذي كان من الممكن أن يسلكه إذا كان ثقيلًا. الكائن كان غائبا. بالطبع، في النسبية العامة، تؤثر كل من الأجسام الصغيرة والكبيرة بشكل متبادل على انحناء الزمكان.
ترجع قوة الجاذبية الجذابة الناتجة عن المادة إلى الانحناء السلبي للزمكان، والذي يتم تمثيله في تشبيه الصفائح المطاطية من خلال الانحدار السلبي المنحني (يشبه الجرس البوق) في الصفيحة.
الميزة الرئيسية للنسبية العامة هي أنها تصف الجاذبية ليس كقوة تقليدية مثل الكهرومغناطيسية، ولكن كتغيير في هندسة الزمكان الناتج عن وجود المادة أو الطاقة.
يصف القياس المستخدم أعلاه انحناء الفضاء ثنائي الأبعاد الناجم عن الجاذبية في النسبية العامة في فضاء ثلاثي الأبعاد حيث يتوافق البعد الثالث مع تأثير الجاذبية. طريقة هندسية للتفكير في النسبية العامة تصف تأثيرات الجاذبية في العالم الواقعي فضاء رباعي الأبعاد هندسيًا عن طريق إسقاط ذلك الفضاء في فضاء خماسي الأبعاد مع البعد الخامس المقابل للانحناء في الزمكان الناتج عن الجاذبية والجاذبية - التأثيرات المشابهة في النسبية العامة.
نتيجة لذلك، في النسبية العامة، معادلة الجاذبية النيوتونية المألوفة {\displaystyle \textstyle F=G{\frac {m_{1}m_{2}}{r^{2}}}\ } (على سبيل المثال، سحب الجاذبية بين جسمين يساوي ثابت الجاذبية مضروبًا في ناتج كتلتيهما مقسومًا على مربع المسافة بينهما) هو مجرد تقريب لتأثيرات الجاذبية التي تُرى في النسبية العامة. لكن هذا التقريب يصبح غير دقيق في المواقف المادية المتطرفة، مثل السرعات النسبية (الضوء، على وجه الخصوص)، أو الكتل الكبيرة الكثيفة جدًا.
في النسبية العامة، سبب الجاذبية هو انحناء الزمكان («مشوه»). من المفاهيم الخاطئة الشائعة أن تنسب الجاذبية إلى الفضاء المنحني؛ لا المكان ولا الزمان لهما معنى مطلق في النسبية. ومع ذلك، لوصف الجاذبية الضعيفة، كما هو الحال على الأرض، يكفي اعتبار تشويه الوقت في نظام إحداثيات معين. نجد الجاذبية على الأرض ملحوظة للغاية بينما يتطلب تشويه الوقت النسبي أدوات دقيقة للكشف عنها. السبب في أننا لا تصبح على بينة من الآثار النسبية في حياتنا اليومية هو قيمة كبيرة من سرعة الضوء (ج = 300000 تقريبًا)، مما يجعلنا ندرك المكان والزمان ككيانات مختلفة.

### فضاء دي سيتر في النسبية العامة
يتضمن الفضاء دي سيتر تباينًا في النسبية العامة حيث يكون الزمكان منحنيًا قليلاً في غياب المادة أو الطاقة. هذا مشابه للعلاقة بين الهندسة الإقليدية والهندسة غير الإقليدية.
يتم تمثيل الانحناء الجوهري للزمكان في غياب المادة أو الطاقة بواسطة الثابت الكوني في النسبية العامة. هذا يتوافق مع الفراغ الذي يحتوي على كثافة طاقة وضغط. ينتج عن هندسة الزمكان تباعد موازى الجيوديسيا الزمنية، مع أقسام تشبه الفضاء لها انحناء إيجابي.

### تتميز مساحة دي سيتر المضاد عن مساحة دي سيتر
يشبه الفضاء المضاد دي سيتر في النسبية العامة فضاء دي سيتر، باستثناء علامة تغير انحناء الزمكان. في الفضاء المضاد لـ دي سيتر، في حالة عدم وجود المادة أو الطاقة، يكون انحناء الأقسام الشبيهة بالفضاء سالبًا، يتوافق مع الهندسة الزائدية، ويكون موازي تتقاطع الجيوديسيا في نهاية المطاف. يتوافق هذا مع ثابت كوني سلبي، حيث يحتوي الفضاء الفارغ نفسه على كثافة طاقة سالبة ولكن ضغط إيجابي، على عكس نموذج نموذج لامبدا-سي دي إم (ΛCDM) القياسي لكوننا حيث تشير ملاحظات المستعرات الأعظمية البعيدة إلى ثابت كوني إيجابي يقابل (مقارب) مساحة دي سيتر.
في فضاء مضاد دي سيتر، كما هو الحال في فضاء دي سيتر، يتوافق انحناء الزمكان المتأصل مع الثابت الكوني.

### يُنظر إلى مساحة دي سيتر ومساحة دي سيتر المضاد على أنها مضمنة في خمسة أبعاد
كما هو مذكور أعلاه، فإن القياس المستخدم أعلاه يصف انحناء الفضاء ثنائي الأبعاد الناجم عن الجاذبية في النسبية العامة في مساحة التضمين ثلاثية الأبعاد المسطحة، مثل فضاء مينكوفسكي للنسبية الخاصة. يسمح تضمين مساحات دي سيتر ودي سيتر المضاد بخمسة أبعاد مسطحة بتحديد خصائص المساحات المضمنة. يمكن تحديد المسافات والزوايا داخل الفضاء المضمن مباشرة من الخصائص الأبسط للمساحة المسطحة خماسية الأبعاد.
في حين أن الفضاء المضاد دي سيتر لا يتوافق مع الجاذبية في النسبية العامة مع الثابت الكوني المرصود، يُعتقد أن الفضاء المضاد دي سيتر يتوافق مع قوى أخرى في ميكانيكا الكم (مثل الكهرومغناطيسية والقوة النووية الضعيفة والقوة النووية القوية). وهذا ما يسمى مراسلة تماثل مكان دي سيتر المضاد ونظرية الحقل الامتثالي (دي سيتر المضاد / CFT).

### تحفظات
يوضح الجزء المتبقي من هذه المقالة تفاصيل هذه المفاهيم مع وصف رياضي وفيزيائي أكثر صرامة ودقة. الناس غير مناسبين لتصور الأشياء في خمسة أبعاد أو أكثر، لكن المعادلات الرياضية لا يتم تحديها بشكل مماثل ويمكن أن تمثل مفاهيم خماسية الأبعاد بطريقة مناسبة تمامًا مثل الطرق التي تستخدمها المعادلات الرياضية لوصف أسهل في تصور ثلاثة وأربعة. مفاهيم الأبعاد.
هناك تأثير مهم بشكل خاص للوصف الرياضي الأكثر دقة والذي يختلف عن الوصف الاستدلالى القائم على القياس لفضاء دي سيتر وفضاء دي سيتر المضاد أعلاه. الوصف الرياضي للفضاء المضاد يعمم فكرة الانحناء. في الوصف الرياضي، الانحناء هو خاصية لنقطة معينة ويمكن فصله عن بعض الأسطح غير المرئية التي تلتحم معها النقاط المنحنية في الزمكان. لذلك، على سبيل المثال، يمكن أن تتوافق مفاهيم مثل التفردات (أكثرها شهرة في النسبية العامة هو الثقب الأسود) والتي لا يمكن التعبير عنها بالكامل في هندسة العالم الحقيقي، مع حالات معينة لمعادلة رياضية.
يلتقط الوصف الرياضي الكامل أيضًا بعض الفروق الدقيقة التي تم إجراؤها في النسبية العامة بين الأبعاد الشبيهة بالفضاء والأبعاد الشبيهة بالوقت.

## التعريف والخصائص
بقدر ما يمكن تصور المساحات الكروية والقطعية من خلال التضمين متساوي القياس في مساحة مسطحة ذات بعد واحد أعلى (مثل الكرة والغلاف الكاذب على التوالي)، يمكن تصور الفضاء المضاد دي سيتر على أنه نظير لورنتز للكرة في مساحة واحدة بعد إضافي. البعد الإضافي يشبه الوقت. في هذه المقالة نعتمد الاصطلاح القائل بأن المقياس في الاتجاه الزمني يكون سالبًا.

صورة (1 + 1) أبعاد مضادة للهجوم مدمجة في مساحة مسطحة (1 + 2) أبعاد. يقع المحوران t _{1} - و t _{2 -} في مستوى التناظر الدوراني، والمحور x _{1} طبيعي لهذا المستوى. يحتوي السطح المضمن على منحنيات مغلقة شبيهة بالوقت تدور حول المحور x _{1}، على الرغم من أنه يمكن التخلص منها عن طريق "فتح" التضمين (بشكل أكثر دقة، عن طريق أخذ الغطاء الشامل).

يمكن بعد ذلك تضمين مساحة التوقيع المضاد دي سيتر (p, q) بشكل متساوي القياس في الفضاء {\displaystyle \mathbb {R} ^{p,q+1}} بالإحداثيات (x1, ..., xp, t1, ..., tq+1) والقياس المتري
{\displaystyle ds^{2}=\sum _{i=1}^{p}dx_{i}^{2}-\sum _{j=1}^{q+1}dt_{j}^{2}}
مثل شبه الكرة
{\displaystyle \sum _{i=1}^{p}x_{i}^{2}-\sum _{j=1}^{q+1}t_{j}^{2}=-\alpha ^{2},}
أين {\displaystyle \alpha } هو ثابت غير صفري بأبعاد طول (نصف قطر الانحناء). هذه كرة (معممة) بمعنى أنها مجموعة من النقاط التي تكون «المسافة» (التي يحددها الشكل التربيعي) عن الأصل ثابتة، ولكنها بصريًا عبارة عن شكل زائد، كما في الصورة الموضحة.
المقياس الموجود في مساحة دي سيتر المضاد هو ذلك المستحث من مقياس المحيط. إنه غير مُنشأ، وفي حالة q = 1 له توقيع لورنتزيان.
عندما q = 0، يعطي هذا البناء مساحة زائدية قياسية. يتم تطبيق ما تبقى من المناقشة عندما q ≥ 1 .

### منحنيات زمنية مغلقة وغطاء شامل
عندما q ≥ 1، فإن التضمين أعلاه قد أغلق منحنيات زمنية؛ على سبيل المثال، المسار المحدد بواسطة {\displaystyle t_{1}=\alpha \sin(\tau ),t_{2}=\alpha \cos(\tau ),} وجميع الإحداثيات الأخرى صفر، مثل هذا المنحنى. عندما q ≥ 2 هذه المنحنيات ملازمة للهندسة (لا يثير الدهشة، لأن أي الفضاء مع البعد الزمني أكثر من واحد يحتوي على منحنيات زمكانية مغلقة)، ولكن عندما q = 1 ويمكن القضاء عليها عن طريق تمرير إلى الفضاء غطاء عالمي، على نحو فعال «الفتح» التضمين. يحدث وضع مماثل مع الغلاف الزائف، الذي يلتف حول نفسه على الرغم من أن المستوى الزائدي لا يفعل ذلك؛ نتيجة لذلك، يحتوي على خطوط مستقيمة ذاتية التقاطع (الجيوديسية) بينما لا يحتوي المستوى الزائدي. يعرّف بعض المؤلفين مساحة دي سيتر المضاد على أنها مكافئة لشبه الكرة المضمنة نفسها، بينما يعرّفها آخرون على أنها مكافئة للغلاف العام للتضمين.

### تناظرات
إذا لم يتم أخذ الغطاء الشامل، (p, q) فإن الفضاء المضاد دي سيتر يكون O(p, q + 1) كمجموعة متساوية. إذا تم أخذ الغطاء العام، فإن مجموعة التساوي القياس هي غطاء O(p, q + 1) . يمكن فهم ذلك بسهولة من خلال تحديد مساحة دي سيتر المضاد على أنها مساحة متماثلة، باستخدام بناء مساحة الحاصل، الموضح أدناه.

### عدم الاستقرار
ينص «تخمين عدم استقرار دي سيتر المضاد» غير المثبت الذي قدمه الفيزيائيان بيوتر بيزون وأندريه روستوروفسكيفي عام 2011 على أن الاضطرابات الصغيرة التعسفية لأشكال معينة في دي سيتر المضاد تؤدي إلى تكوين الثقوب السوداء. أثبت عالم الرياضيات جورجيوس موسكيديس أنه بالنظر إلى التناظر الكروي، فإن التخمين ينطبق على الحالات المحددة لنظام الغبار الخالي من آينشتاين مع مرآة داخلية (2017) ونظام آينشتاين عديم الكتلة فلاسوف (2018).

## تنسيق الرقعات
توفر رقعة الإحداثيات التي تغطي جزءًا من المساحة تنسيقًا نصف مساحة لمساحة دي سيتر المضاد. الموتر المتري لهذا التصحيح هو
{\displaystyle ds^{2}={\frac {1}{y^{2}}}\left(-dt^{2}+dy^{2}+\sum _{i}dx_{i}^{2}\right),}
مع {\displaystyle y>0} إعطاء نصف مساحة. نرى بسهولة أن هذا المقياس مكافئ بشكل مطابق لزمكان مينكوفسكي ذي نصف مساحة مسطحة.
الشرائح الزمنية الثابتة من رقعة الإحداثيات هذه عبارة عن مسافات زائدية في مقياس نصف مساحة بوانكاريه. في حدود {\displaystyle y\to 0}، هذا المقياس نصف الفراغ مكافئ تمامًا لمقياس مينكوفسكي {\textstyle ds^{2}=-dt^{2}+\sum _{i}dx_{i}^{2}} . وبالتالي، فإن مساحة دي سيتر المضاد تحتوي على مساحة مينكوفسكي مطابقة عند اللانهاية («اللانهاية» حيث يكون إحداثيات y صفر في هذا التصحيح).
في دي سيتر المضاد، يكون الوقت دوريًا، والغطاء الشامل له وقت غير دوري. تغطي رقعة الإحداثيات أعلاه نصف فترة واحدة من الزمكان.
لأن ما لا نهاية امتثالي الإعلانات هي زمكان، بحيث تحديد البيانات الأولية على شبيه بالفضاء فوق السطح لا تحديد تطور مستقبل أكيد (أي حتمي) ما لم تكن هناك شروط الحدود المرتبطة اللانهاية امتثالي.

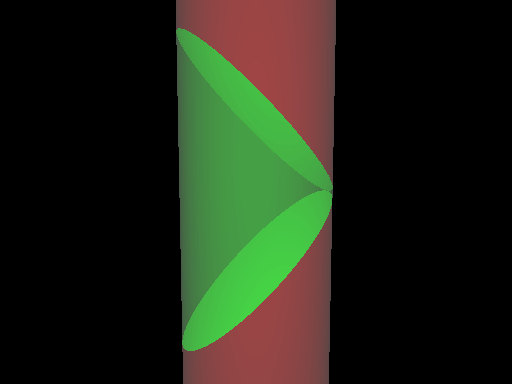
منطقة "نصف الفضاء" للفضاء المضاد دي سيتر وحدودها.

يتم توفير نظام إحداثيات شائع الاستخدام آخر يغطي المساحة بأكملها بواسطة الإحداثيات t، {\displaystyle r\geqslant 0} والإحداثيات القطبية الفائقة α،
{\displaystyle ds^{2}=-\left(k^{2}r^{2}+1\right)dt^{2}+{\frac {1}{k^{2}r^{2}+1}}dr^{2}+r^{2}d\Omega ^{2}}
تمثل الصورة المجاورة منطقة «نصف الفضاء» من الفضاء المضاد دي سيتر وحدودها. يتوافق الجزء الداخلي من الأسطوانة مع الزمكان المضاد لـ دي سيتر، بينما يتوافق حده الأسطواني مع حدوده المطابقة. تتوافق المنطقة المظللة باللون الأخضر في الداخل مع منطقة دي سيتر المضاد التي تغطيها إحداثيات نصف مساحة ويحدها اثنان، ويعرف أيضًا باسم الضوء، والطبقات الجيوديسية الفائقة؛ تتوافق المنطقة المظللة باللون الأخضر على السطح مع منطقة الفضاء المطابق التي تغطيها مساحة مينكوفسكي.
تغطي المنطقة المظللة باللون الأخضر نصف مساحة دي سيتر المضاد ونصف الزمكان المطابق؛ الأطراف اليسرى من الأقراص الخضراء سوف تتلامس بنفس طريقة الأطراف اليمنى.

## كمساحة متجانسة ومتناسقة
بنفس الطريقة التي بها 2-شكل كروي.
{\displaystyle S^{2}={\frac {\mathrm {O} (3)}{\mathrm {O} (2)}}}
هو حاصل مجموعتين متعامدين، يمكن اعتبار دي سيتر المضاد مع التكافؤ (التناظر الانعكاسي) والتناظر الانعكاسي للوقت حاصلًا لمجموعتين متعامدة معممة
{\displaystyle \mathrm {AdS} _{n}={\frac {\mathrm {O} (2,n-1)}{\mathrm {O} (1,n-1)}}}
بينما يمكن اعتبار دي سيتر المضاد بدون P أو C حاصل القسمة
{\displaystyle {\frac {\mathrm {Spin} ^{+}(2,n-1)}{\mathrm {Spin} ^{+}(1,n-1)}}}
من مجموعات الدوران.
تعطي صيغة حاصل القسمة {\displaystyle \mathrm {AdS} _{n}} هيكل الفضاء المتجانس. الجبر الكاذب للمجموعة المتعامدة المعممة {\displaystyle o(1,n)} من خلال المصفوفات
{\displaystyle {\mathcal {H}}={\begin{pmatrix}{\begin{matrix}0&0\\0&0\end{matrix}}&{\begin{pmatrix}\cdots 0\cdots \\\leftarrow v^{t}\rightarrow \end{pmatrix}}\\{\begin{pmatrix}\vdots &\uparrow \\0&v\\\vdots &\downarrow \end{pmatrix}}&B\end{pmatrix}}}
أين {\displaystyle B} هي مصفوفة منحرفة متماثلة. مولد مكمل في الكذب الجبر {\displaystyle {\mathcal {G}}=\mathrm {o} (2,n)} يكون
{\displaystyle {\mathcal {Q}}={\begin{pmatrix}{\begin{matrix}0&a\\-a&0\end{matrix}}&{\begin{pmatrix}\leftarrow w^{t}\rightarrow \\\cdots 0\cdots \\\end{pmatrix}}\\{\begin{pmatrix}\uparrow &\vdots \\w&0\\\downarrow &\vdots \end{pmatrix}}&0\end{pmatrix}}.}
هذان الاثنان يفيان {\displaystyle {\mathcal {G}}={\mathcal {H}}\oplus {\mathcal {Q}}} . يوضح حساب المصفوفة الصريح ذلك {\displaystyle [{\mathcal {H}},{\mathcal {Q}}]\subseteq {\mathcal {Q}}} و {\displaystyle [{\mathcal {Q}},{\mathcal {Q}}]\subseteq {\mathcal {H}}} . وبالتالي، فإن دي سيتر المضاد هو مساحة متجانسة اختزالية، وفضاء غير ريماني متماثل.

## نظرة عامة على دي سيتر المضاد وزمكان الفيزياء وخصائصها
{\displaystyle \mathrm {AdS} _{n}} هو حل ذو أبعاد n لنظرية الجاذبية بعمل أينشتاين-هلبرت مع الثابت الكوني السالب {\displaystyle \Lambda }، ({\displaystyle \Lambda <0})، أي النظرية الموصوفة بكثافة لاغرانج التالية:
{\displaystyle {\mathcal {L}}={\frac {1}{16\pi G_{(n)}}}(R-2\Lambda )}
حيث G(n) هو ثابت الجاذبية في n الأبعاد. لذلك، فهو حل معادلات مجال أينشتاين:
{\displaystyle G_{\mu \nu }+\Lambda g_{\mu \nu }=0,}
أين {\displaystyle G_{\mu \nu }} هو موتر أينشتاين و {\displaystyle g_{\mu \nu }} هو مقياس الزمكان. تقديم نصف القطر {\displaystyle \alpha } كما {\textstyle \Lambda ={\frac {-(n-1)(n-2)}{2\alpha ^{2}}}} يمكن غمر هذا الحل في {\displaystyle n+1} الأبعاد والزمكان المسطح مع المقياس {\displaystyle diag(-1,-1,+1,\ldots ,+1)} في الإحداثيات {\displaystyle (X_{1},X_{2},X_{3},\ldots ,X_{n+1})} بالقيد التالي:
{\displaystyle -X_{1}^{2}-X_{2}^{2}+\sum _{i=3}^{n+1}X_{i}^{2}=-\alpha ^{2}.}

### الإحداثيات العالمية
{\displaystyle \mathrm {AdS} _{n}} يتم تحديد معلمات في الإحداثيات العالمية بواسطة المعلمات {\displaystyle (\tau ,\rho ,\theta ,\varphi _{1},\cdots ,\varphi _{n-3})} كما:
{\displaystyle {\begin{cases}X_{1}=\alpha \cosh \rho \cos \tau \\X_{2}=\alpha \cosh \rho \sin \tau \\X_{i}=\alpha \sinh \rho \,{\hat {x}}_{i}\qquad \sum _{i}{\hat {x}}_{i}^{2}=1\end{cases}}}
أين {\displaystyle {\hat {x}}_{i}} حدّد أ {\displaystyle S^{n-2}} المجال ومن حيث الإحداثيات {\displaystyle \varphi _{i}} هم انهم {\displaystyle {\hat {x}}_{1}=\sin \theta \sin \varphi _{1}\cdots \sin \varphi _{n-3}} و {\displaystyle {\hat {x}}_{2}=\sin \theta \sin \varphi _{1}\cdots \cos \varphi _{n-3}} و {\displaystyle {\hat {x}}_{3}=\sin \theta \sin \varphi _{1}\cdots \cos \varphi _{n-2}} وما إلى ذلك وهلم جرا. ال {\displaystyle \mathrm {AdS} _{n}} متري في هذه الإحداثيات هو:
{\displaystyle ds^{2}=\alpha ^{2}\left(-\cosh ^{2}\rho \,d\tau ^{2}+\,d\rho ^{2}+\sinh ^{2}\rho \,d\Omega _{n-2}^{2}\right)}
حيث {\displaystyle \tau \in [0,2\pi ]} و {\displaystyle \rho \in \mathbb {R} ^{+}} . النظر في دورية الوقت {\displaystyle \tau } ومن أجل تجنب المنحنيات المغلقة الزمنية (CTC)، يجب على المرء أن يأخذ الغطاء الشامل {\displaystyle \tau \in \mathbb {R} } . في الحد {\displaystyle \rho \to \infty } يمكن للمرء أن يقترب من حدود هذا الزمكان تسمى عادة {\displaystyle \mathrm {AdS} _{n}} حدود امتثالية.
مع التحولات {\displaystyle r\equiv \alpha \sinh \rho } و {\displaystyle t\equiv \alpha \tau } يمكننا الحصول على المعتاد {\displaystyle \mathrm {AdS} _{n}} متري في الإحداثيات العالمية:
{\displaystyle ds^{2}=-f(r)\,dt^{2}+{\frac {1}{f(r)}}\,dr^{2}+r^{2}\,d\Omega _{n-2}^{2}}
{\displaystyle f(r)=1+{\frac {r^{2}}{\alpha ^{2}}}}

### إحداثيات بوانكاريه

#### من خلال المعلمات التالية
{\displaystyle {\begin{cases}X_{1}={\frac {\alpha ^{2}}{2r}}\left(1+{\frac {r^{2}}{\alpha ^{4}}}\left(\alpha ^{2}+{\vec {x}}^{2}-t^{2}\right)\right)\\X_{2}={\frac {r}{\alpha }}t\\X_{i}={\frac {r}{\alpha }}x_{i}\qquad i\in \{3,\ldots ,n\}\\X_{n+1}={\frac {\alpha ^{2}}{2r}}\left(1-{\frac {r^{2}}{\alpha ^{4}}}\left(\alpha ^{2}-{\vec {x}}^{2}+t^{2}\right)\right)\end{cases}},}
ال {\displaystyle \mathrm {AdS} _{n}} متري في إحداثيات بوانكاريه هو:
{\displaystyle ds^{2}=-{\frac {r^{2}}{\alpha ^{2}}}\,dt^{2}+{\frac {\alpha ^{2}}{r^{2}}}\,dr^{2}+{\frac {r^{2}}{\alpha ^{2}}}\,d{\vec {x}}^{2}}
بحيث {\displaystyle 0\leq r} . سطح كودمينسيون 2 {\displaystyle r=0} هو أفق بوانكاريه و {\displaystyle r\to \infty } يقترب من حدود {\displaystyle \mathrm {AdS} _{n}} وقت فراغ. لذلك على عكس الإحداثيات العالمية، فإن إحداثيات بوانكاريه لا تغطي الجميع {\displaystyle \mathrm {AdS} _{n}} متشعب. استخدام {\displaystyle u\equiv {\frac {r}{\alpha ^{2}}}} يمكن كتابة هذا المقياس بالطريقة التالية:
{\displaystyle ds^{2}=\alpha ^{2}\left({\frac {\,du^{2}}{u^{2}}}+u^{2}\,dx_{\mu }\,dx^{\mu }\right)}
أين {\displaystyle x^{\mu }=\left(t,{\vec {x}}\right)} . من خلال التحول {\displaystyle z\equiv {\frac {1}{u}}} كما يمكن كتابتها على النحو التالي:
{\displaystyle ds^{2}={\frac {\alpha ^{2}}{z^{2}}}\left(\,dz^{2}+\,dx_{\mu }\,dx^{\mu }\right).} هذه الإحداثيات الأخيرة هي الإحداثيات التي تُستخدم عادةً في مراسلات دي سيتر المضاد / CFT، مع حدود دي سيتر المضاد عند {\displaystyle z\to 0}.

### الخصائص الهندسية
قياس دي سيتر المضاد المتري ({\displaystyle \mathrm {AdS} _{n}}) بنصف قطر {\displaystyle \alpha } هي واحدة من أقصى الفواصل المتناظرة ذات الأبعاد n. لها الخصائص الهندسية التالية:
موتر انحناء ريمان
{\displaystyle R_{\mu \nu \alpha \beta }={\frac {-1}{\alpha ^{2}}}(g_{\mu \alpha }g_{\nu \beta }-g_{\mu \beta }g_{\nu \alpha })}
تقوس ريتشي
{\displaystyle R_{\mu \nu }={\frac {-(n-1)}{\alpha ^{2}}}g_{\mu \nu }}
انحناء عددي
{\displaystyle R={\frac {-n(n-1)}{\alpha ^{2}}}}

## فهرس
- Bengtsson، Ingemar. "Anti-de Sitter space" (PDF). Lecture Notes (From Archive.org). مؤرشف من الأصل (PDF) في 2018-03-08.
- Ellis، G. F. R.؛ Hawking، S. W. (1973)، The large scale structure of space-time، مطبعة جامعة كامبريدج، ص. 131–134
- Frances، C. (2005). "The conformal boundary of anti-de Sitter space-times" (PDF). AdS/CFT correspondence: Einstein metrics and their conformal boundaries. IRMA Lect. Math. Theor. Phys. Zürich: Eur. Math. Soc. ج. 8. ص. 205–216. مؤرشف من الأصل (PDF) في 2016-06-09. اطلع عليه بتاريخ 2021-12-15.
- Matsuda، H. (1984). "A note on an isometric imbedding of upper half-space into the anti-de Sitter space" (PDF). Hokkaido Mathematical Journal. ج. 13 ع. 2: 123–132. DOI:10.14492/hokmj/1381757712. مؤرشف من الأصل (PDF) في 2019-08-13. Retrieved 2017-02-04.
- Wolf، Joseph A. (1967). Spaces of Constant Curvature. ص. 334.

## روابط خارجية
- دليل مبسط للمساحات المخصصة للجلوس والمقاومة . مقدمة تربوية لمساحات دي سيتر ودي سيتر المضاد. المقال الرئيسي مبسط، مع عدم وجود الرياضيات تقريبًا. الملحق تقني ومخصص للقراء ذوي الخلفيات الفيزيائية أو الرياضية.